# Tim Kroeker
Tim Kroeker, född 25 maj 1971, är en friidrottare från Kanada. Han deltog vid olympiska sommarspelen 1996.